# Marko Kranjec
Marko Kranjec, slovenski ekonomist, bančnik in diplomat, * 12. april 1940, Novo mesto.
Kranjec je bil prvi finančni minister Republike Slovenije in tretji guverner Banke Slovenije.

## Življenjepis
Po maturi na gimnaziji v Novem mestu je na Ekonomski fakulteti Univerze v Ljubljani diplomiral leta 1964, med letoma 1965 in 1968 je bil asistent, leta 1975 pa je na isti ustanovi tudi doktoriral. Kot ekonomist je deloval v Ljubljanski banki, kot makroekonomist na OECD v Parizu in v Svetovni banki v Washingtonu. V letih 1990/91 je bil prvi minister za finance Republike Slovenije (podpisnik slovenskih bonov, predhodnega plačilnega sredstva valute slovenski tolar). Med letoma 1991 in 1997 je bil viceguverner Banke Slovenije in član sveta iste ustanove. Med letoma 1997 in 2002 je bil veleposlanik Republike Slovenije za Evropsko unijo (Bruselj).
Kranjec je profesor predmeta javne finance na Fakulteti za upravo Univerze v Ljubljani. Leta 2007 je postal guverner Banke Slovenije.